# Остербуркен
Остербуркен (њем. Osterburken) град је у њемачкој савезној држави Баден-Виртемберг. Једно је од 27 општинских средишта округа Некар-Оденвалд. Према процјени из 2010. у граду је живјело 6.474 становника. Посједује регионалну шифру (AGS) 8225075, NUTS (DE127) и LOCODE (DE OST) код.

## Географски и демографски подаци
Остербуркен се налази у савезној држави Баден-Виртемберг у округу Некар-Оденвалд. Град се налази на надморској висини од 247 метара. Површина општине износи 47,3 km². У самом граду је, према процјени из 2010. године, живјело 6.474 становника. Просјечна густина становништва износи 137 становника/km².

## Међународна сарадња
| Мјесто | Држава    | Врста сарадње | Од    |
| ------ | --------- | ------------- | ----- |
|        | Француска | партнерство   | 1979. |
| Извор  |           |               |       |